# ایستگاه راه‌آهن سرخس
ایستگاه راه‌آهن سرخس یکی از ایستگاه‌های راه‌آهن اصلی و مهم در ایران است. این ایستگاه در شهر سرخس، ایران واقع شده است. این مرکز حمل و نقل برای تهران، مشهد، بندرعباس و ترکمنستان است. در نزدیکی مرز ایران ، قطار مستقیم به ایران می رود.

## خط راه‌آهن
- راه آهن شمال-جنوب (de)
- به سمت عشق‌آباد و تاشکند (ru:Закаспийская железная дорога)